# Mohamed Mohamud Guled
Mohamed Mohamud Guled (Gacmadheere), arab. محمد محموغعمدار (ur. 1954) – somalijski polityk, były minister spraw wewnętrznych. 16 grudnia 2008 został mianowany przez prezydenta Abdullahiego Yusufa premierem, czego nie zaakceptował jednak parlament. 24 grudnia 2008 sam zrezygnował z funkcji.

## Życiorys
Mohamed Mohamud Guled urodził się w 1954 w dystrykcie Obbia w Somalii. Uczęszczał do szkoły koranicznej w Mudug, a następnie do szkoły średniej w Syrii. Ukończył studia z dziedziny ekonomii i rolnictwa w Rumunii.
Karierę zawodową rozpoczynał jako handlowiec. Wkrótce porzucił jednak interesy na rzecz polityki. Pod koniec lat 80. XX w. był więziony przez somalijskie władze za żądania obalenia dyktatury wojskowej.
W 2000 wziął udział w wyborach prezydenckich, przeprowadzonych w Dżibuti. Przegrał jednak z Abdiqasimem Saladem Hassanem.
Pod koniec 2004 Mohamed Mohamud Guled objął stanowisko ministra robót publicznych i mieszkalnictwa w rządzie premiera Alego Mohammeda Ghediego. 7 lutego 2008 został mianowany ministrem spraw wewnętrznych w jego gabinecie. Stanowisko to zajmował do listopada 2007, kiedy nowym premierem został Nur Hassan Hussein.
14 grudnia 2008 prezydent Abdullahi Yusuf zdymisjonował premiera Nur Hassana Husseina pod zarzutem niekompetencji. Ruchu tego nie zaakceptował parlament, który następnego dnia zdecydowaną większością głosów udzielił premierowi Husseinowi wotum zaufania. 16 grudnia 2008 prezydent Yusuf, wbrew woli parlamentu, mianował Mohameda Mohamuda Guleda nowym szefem rządu. Zgodnie z prawem parlament musi udzielić zgody na dymisję i mianowanie nowego premiera.
24 grudnia 2008 Mohamed Mohamud Guled zrezygnował z funkcji premiera elekta, tłumacząc iż nie chce stanowić przeszkody w procesie pokojowym.